# Broncodilatador

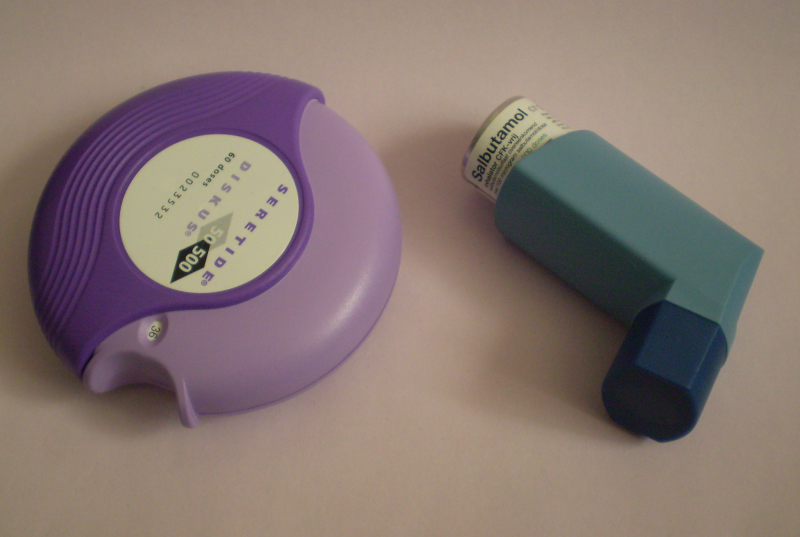
Inhaladors, d'esquerra a dreta: per aspiració, i per propulsió (MDI): els més utilitzats (recomanant-se l'ús d'una cambra d'inhalació)

Un broncodilatador és una substància, generalment un medicament, que causa que els bronquis i bronquíols dels pulmons es dilatin, provocant una disminució en la resistència aèria i permetent així el flux d'aire. Un broncodilatador pot ser endogen, és a dir, que s'origina dins el cos o un medicament que s'administra per tal de tractar dificultats per respirar, especialment útils en l'asma o la MPOC. Encara no s'ha demostrat la seva importància en la bronquiolitis i altres malalties pulmonars restrictives.

## Agonistes β-2
Aquests medicaments poden tenir efectes adversos, inclosa dificultat per dormir i taquicàrdies.

### de curta durada
Coneguts com a SABA (Short-acting β adrenoceptor agonists), s'usen per al ràpid alleujament o medicaments de rescat dels símptomes de l'asma i altres trastorns broncoobstructius. Són medicines que generalment triguen menys de 20 minuts en aconseguir la seva acció i duren entre 4 i 6 hores.
Administrats per via inhalada (i rarament subcutània) es fan servir per a les crisis sobtades i/o severes. En prendre's amb uns 15 o 20 minuts d'anticipació, poden ajudar a prevenir els símptomes de broncoconstricció causats per l'exercici o l'exposició a aire fred. Els de presentació oral són menys recomanables, però a vegades utilitzats amb persones amb dificultat de coordinació motora per utilitzar els inhaladors.
Els pacients que amb regularitat o molt sovint requereixen l'administració d'agonistes adrenèrgics β-2 poden estar davant trastorns més severs, mal controlats o el tractament necessita reajustaments.
El més conegut és el salbutamol (EFG, Ventolin, Salbuair, Aldobronquial, Ventoaldo), menys utilitzada és la terbutalina (Terbasmin).

### d'acció perllongada
Coneguts com a LABA (Long-acting β adrenoceptor agonists), no són preparats per l'alleujament de crisis agudes perquè són d'inici d'acció més lenta, però l'efecte pot durar fins a 12 hores. Els agonistes inhalats es prenen 2 vegades al dia, i mantenen les vies aèries obertes, prevenint els símptomes de l'asma, especialment durant la nit.
Els utilitzats actualment són:
De cada 12 hores:
- Bambuterol (Bambec)
- Formoterol (EFG, Broncoral, Foradil, Oxis, Formatris)
- Salmeterol (Beglan, Betamican, Inaspir, Serevent, Soltel)

De cada 24 hores:
- Indacaterol (Hirobriz, Onbrez, Oslif, tots amb Breezhaler)
- Olodaterol (Striverdi, amb Respimat)

Sovint s'utilitzen juntament amb un glucocorticoide:
- Beclometasona + formoterol (Formodual, Foster, Ventoduo, Beclometasona/formoterol)
- Budesonida + formoterol (Gibiter, Rilast, Symbicort, BiResp, Bufomix, DuoResp, Budesonida/formoterol)
- Fluticasona
  - + salmeterol (Airflusal, Anasma, Inaladuo, Plusvent, Seretide, Amaira, Bropair, Flusamix, Inhalok, Seffalair, Salmeterol/fluticasona)
  - + formoterol (Flutiform)
  - + vilanterol (Relvar, Revinty)

O amb un anticolinèrgic de tipus LAMA
- Aclidini + formoterol (Brimica i Duaklir, tots amb Genuair)
- Glicopirroni + indacaterol (Ultibro, Ulunar, Xoterna, tots amb Breezhaler)
- Tiotropi + olodaterol (Spiolto, Yanimo)
- Umeclidini + vilanterol (Anoro, Laventair)

## Anticolinèrgics
Els anticolinèrgics per si sols no tenen efecte en l'alleujament dels símptomes de l'asma, per la qual cosa se sol acompanyar amb un agonista β2 de curta durada. Són emprats principalment per la MPOC.

### de curta durada
Bromur d'ipratropi (Atroaldo, Atrovent, [Bromuro de] ipratropio), és actualment el més emprat, s'ha d'administrar cada 8 hores. És l'únic del grup SAMA (Short-acting muscarinic antagonist).
- + salbutamol (Combiprasal)

### de llarga durada
Coneguts com a LAMA (Long-acting muscarinic antagonist), amb una dosi al dia és suficient.
- Aclidini (Eklira, Bretaris)
  - + formoterol (Duaklir, Brimica)
- Glicopirroni (Seebri, Tovanor, Enurev)
- Tiotropi (Spiriva, Tavulus, Braltus, Gregal)

Sovint associats a un Agonistes β-2 de llarga durada (com es mostren més amunt)

## Teofil·lina
És un broncodilatador d'acció prolongada presa per via oral o injectada. És una metilxantina i en general es fa servir per a casos de broncoconstricció difícils de controlar (asma sever). En la majoria dels casos calen preses de mostra de sang rutinaris per determinar la concentració del medicament al plasma sanguini, i així ajustar la dosi. Alguns efectes col·laterals l'ús de la teofil·lina inclouen les nàusees, vòmits, mal de panxa i de cap, entre d'altres. La seva efectivitat sol variar amb el consum de cafè, licor i el cigarret.
Actualment, força en desús, per la menor efectivitat i un marge terapèutic estret. Gairebé no s'utilitza la seva forma en solució (Elixifilin), i en tot cas s'aconsella preparats en què la teofil·lina s'allibera a poc a poc (Teromol, Theo-Dur), per via EV (Eufilina).

## Antileucotriens
Si bé tenen una acció antiinflamatòria, també tenen una acció broncodilatadora indirecta. S'utilitzen en l'asma lleu i moderada, en l'asma d'esforç i com a medicament complementari dels inhaladors esmentats anteriorment (ja que són menys potents). Anomenats a vegades com a IPE4 (inhibidors de la fosfodiesterasa 4).
Comercialitzat a Espanya:
- Montelukast (EFG, Singulair, Monkasta, Pluralais).

## Alfa adrenèrgics
Actualment només utilitzats en emergències degudes a asma. El més conegut és l'adrenalina.